# Sculptolithodes
Sculptolithodes is een geslacht van kreeftachtigen uit de klasse van de Malacostraca (hogere kreeftachtigen).

## Soort
- Sculptolithodes derjugini Makarov, 1934